# Kurt Feyerabend
Kurt Gustav Eduard Feyerabend (* 5. November 1885 in Danzig; † 19. Januar 1939 in Berlin) war ein deutscher Architekt.

## Leben und Wirken
Kurt Feyerabend war ein Sohn des Danziger Gastwirts Gustav Feyerabend (* 5. Januar 1855; † 5. Oktober 1906) und dessen Ehefrau Franziska, geborene Eschenbach (* 14. September 1855; † 24. August 1920 in Danzig). Vorfahren der Familie stammten aus Westpreußen.
Feyerabend schrieb sich nach dem Abitur im Sommersemester 1905 an der TH Danzig ein. Am 27. Oktober 1911 legte er dort die Diplomhauptprüfung als Architekt ab. Danach arbeitete er als Diplomingenieur zumeist in Danzig. Anschließend trat er in den Dienst des preußischen Staates, um höherer Baubeamter zu werden. Er begann eine Ausbildung zum Regierungsbauführer und musste diese vom 1. November 1911 bis zum 31. Oktober 1912 aufgrund des Militärdienstes unterbrechen.
Am 3. August 1914 heiratete Feyerabend Frida Skibbe (* 28. November 1889 in Königsberg; † 20. November 1965 in Berlin-Friedenau), mit der er zwei Söhne und zwei Töchter hatte. Während des Ersten Weltkriegs leistete er Kriegsdienst als Leutnant der Reserve. Am 9. September 1914 erlitt er bei Gerdauen schwere Verletzungen. Anschließend konnte er nicht mehr an der Front eingesetzt werden. Stattdessen arbeitete er als Gräberoffizier in Petrikau.
Nach Kriegsende bestand Feyerabend am 22. November 1919 das Staatsexamen als Regierungsbaumeister und arbeitete als solcher von Mitte Dezember 1919 bis Anfang 1920 bei der Danziger Regierung. Am 15. Juni 1920 bekam er eine Stelle beim Preußischen Staatshochbauamt I in Marburg zugewiesen. Im Universitätsbauamt erhielt er einen umfassenden Eindruck von den vielseitigen Projekten im Bereich des Hochschulwesens und beschäftigte sich insbesondere mit dem Entwurf und der Ausführung einer neuen Hautklinik der Universität.
Am 26. Februar 1924 wechselte Feyerabend an das Preußische Staatshochbauamt I in Kiel. Im dortigen Universitätsbauamt bearbeitete er von 1924 bis 1927 zumeist Entwürfe für Um- und Erweiterungsbauten des ehemaligen Marinelazaretts, aus dem die Medizinische Klinik der Universität entstand. Außerdem begleitete er die Bauausführungen. Die Maßnahmen kosteten 1,5 Millionen Reichsmark, was für die damalige Zeit ein recht großer Betrag war. Die Räumlichkeiten wurden im September 1928 zur Nutzung freigegeben und erwiesen sich nach kurzer Zeit als sehr zweckmäßig.
Am 16. Februar 1925 erhielt Feyerabend eine Beförderung zum Regierungsbaurat. Am 1. April übernahm er als Nachfolger Georg Lohr dessen Sitz im Bauamtsvorstand. Während dieser Zeit wurden unter seiner Leitung die Gebäude der Universität, vor allem die der Medizinischen Fakultät, bedeutend erweitert. Dazu gehörten die Medizinische Klinik, die Hals-Nasen-Ohrenklinik, die Hautklinik, die Kinderklinik, das Anthropologische Institut, das Institut für Physikochemische Medizin, das Zoologische Institut, das Pharmazeutische Institut, das Institut für Leibesübungen sowie der Sportplatz der Universität mit zugehöriger Tribüne. Neben der neu gebauten Pädagogischen Akademie kamen große Arbeiten an der Preußischen Versuchs- und Forschungsanstalt für Milchwirtschaft hinzu.
Insbesondere die Erweiterungs- und Umbaumaßnahmen erforderten eine sehr geschickte Planung und Durchführung. Feyerabend kannte die Sonderaufgaben der Institute und Kliniken gut und zeigte sich als flexibler Verhandlungsführer. Auch aufgrund seiner liebenswürdigen Art galt er als besonders geeigneter Bauamtsleiter, der in Kiel eine abgeschlossene Aufgabe hinterließ.
Am 15. April 1936 erhielt Feyerabend einen Ruf als Dezernent der Preußischen Bau- und Finanzdirektion in Berlin. Am 13. August 1936 wurde er Regierungs- und Baurat. Wenig später bekam er aufgrund der während des Ersten Weltkriegs erlittenen Verletzungen gesundheitliche Probleme.